# Ладислав Ратот
Ладислав (Ласло) I Ратот (венг. Rátót nembeli (I.) László; ? — апрель 1328) — венгерский магнат и землевладелец на рубеже XIII-XIV веков, который служил баном Славонии в 1300 году. Первоначально он был членом двора претендента Вацлава Чешского в эпоху междуцарствия. Вместе со своими родственниками Ладислав позднее присоединился к Карлу I Роберту. Он был опозорен в последнее десятилетие своей жизни. Он был предком семьи Тари.

## Семья
Ладислав родился в крупном и влиятельном роде (клане) Ратот. Сын Иштвана I Ратота, который был доверенным лицом королевы Елизаветы Куманской и занимал несколько должностей при ее дворе с 1265 года. Вполне вероятно, что единственная известная жена Иштвана Аглент Смарагд не была матерью Ладислава. Она все еще была жива в 1327 году и была монахиней в монастыре Сибиллы в Буде. Её братья Ладислав и Айнард служили при королевском дворе даже в 1350 году. У Ладислава было четыре известных брата: старший из них, Доминик II, считался фактическим главой семьи и могущественным бароном на протяжении десятилетий. Лоуренс был убит в битве при озере Ход (недалеко от современного города Ходмезёвашархей) в 1282 году. Какаш погиб в битве при Розгановцах в 1312 году. Самым младшим братом был Леустах III (также «Великий»). Он был впервые упомянут в исторических актах только в 1338 году, таким образом, он был, предположительно, намного моложе своих покойных братьев, а его мать, возможно, была Аглент Смарагд.
Ладислав Ратот был женат на дочери Миклоша Качича в 1290 году. У них было трое детей: Оливер II, Иштван Тари (первый член рода Тари) и Анка (Анна), которая вышла замуж за Фепсена из Пожеги. Правнуком Ладислава был Лоуренс Тари, знаменитый рыцарь и паломник времен венгерского короля Сигизмунда Люксембургского. Семья Тари угасла в 1472 году.

## Карьера
Ладислав Ратот был впервые упомянут в неаутентичной хартии в 1283 году, которая сообщает о судебном процессе и последующем соглашении среди родственников после раздела их имущества. Семь лет спустя, в 1290 году, он также подписал документ, который заключил мир между кланами Ратот и Качич в графстве Ноград после ряда столкновений и доминирования, которые привели к жестокому убийству Леустаха Качича и разорению его замков. В соответствии с договором Ладислав Ратот женился на сестре покойного Леустаха Качича.
Вместе со своим братом Домиником Ладислав Ратот считался верным сторонником короля Андраша III с момента его коронации в 1290 году. Ладислав и его родственники присутствовали на собрании прелатов, аристократов, саксов, секеев и куманов в Пеште летом 1298 года. Около февраля 1291 года он был назначен главой стюардов и занимал этот пост по меньшей мере до июля 1294 года. Поскольку нет никаких известных должностных лиц в ближайшие десятилетия, предполагается, что Ладислав служил в этой должности до 1300 года, когда он был назначен баном Славонии. Он, возможно, занимал этот пост до смерти короля Андраша III и пресечения династии Арпадов в январе 1301 года. Поскольку сюзеренитет над территорией Славонии был разделен между кланами Кесеги и Бабоничей, которые управляли своими олигархическими провинциями независимо от королевской власти в последние годы XIII века, Ладислав Ратот не имел эффективного контроля над Славонией и фактически служил в этом качестве только в королевском дворе. После очередного раздела поместий среди родственников в конце 13-го века или в начале 14-го века, Ладислав и его ветвь стали единственными владельцами Агасвара, небольшого замка, расположенного в горном массиве Матра, который ранее функционировал как резиденция его клана.
После смерти Андраша III Ладислав Ратот поддержал притязания чешского принца Вацлава в начавшейся войне за наследство венгерского престола. Он был членом венгерской делегации, которая отправилась в Чехию и предложила корону молодому принцу. Его отец, чешский король Вацлав II, встретился с венгерскими посланниками в Годонине в начале августа 1301 года и принял их предложение от имени своего сына. Ладислав был назван казначеем королевского двора в октябре 1302 года (хотя у Вацлава была только невеста, Елизавета Тёсс, которая жила в Австрии в то время). К 1307 году Ладислав Ратот принес клятву верности Карлу Роберту Анжуйскому вместе со своими братьями и кузенами. Он присутствовал на сейме в Ракоше 10 октября 1307 года, на котором были подтверждены притязания Карла на престол. Вместе со своими братьями Домиником и Какашом Ладислав присутствовал на собрании сословий 27 ноября 1308 года в Пеште, где Карл Роберт был единогласно провозглашен королем. Его персона была представлена его старшим братом Домиником Ратотом на второй коронации Карла I 15 июня 1309 года.
После смерти своего старшего брата Доминика во второй половине 1320 года Ладислав остался последним представителем своего поколения в клане Ратот, не считая младшего брата Леустаха III. он постепенно утратил влияние при королевском дворе со времен объединительной войны Карла Роберта Анжуйского, когда появились опытные солдаты и военачальники, преданные новому монарху. В начале 1320-х годов Ладислав был вовлечен в конфликт с одним из них, Микшом Акошем, баном Славонии, который успешно боролась с олигархами и другими врагами короля Карла Анжуйского. Из-за их противостояния Ладислав, представлявший старую элиту против «новой аристократии» короля, был опозорен при королевском дворе. После этого Ладислав Ратот был заключен в тюрьму и приговорен к смертной казни. Он получил свободу, передав в 1325 году Микшу Акошу Вачартьян, Кишнемеди (оба в графстве Пешт) и Селид в графстве Ноград. Одновременно он компенсировал своему зятю Тьепсену, который унаследовал бы часть Вачартьяна, получив Вацратот. После этого Ладислав удалился от общественной жизни. Он составил завещание в апреле 1328 года и вскоре скончался.